# The Nomads
The Nomads es un groupe de garage punk suédois, originaire de Solna. Il est formé en 1981 par Hans Östlund, Nick Vahlberg, Joakim Tärnström, et Ed Johnson. Östlund et Vahlberg restent les seuls membres originaux du groupe.

## Biographie
Après plusieurs morceaux sortis dans les années 1980, le groupe tourne intensément à l'échelle locale suédoise, se popularisant, et passant en rotation à la radio et à la télévision. Pendant des années, les tournées et enregistrements s'affaiblissent, mais The Nomads continuent de jouer à des événements annuels importants en Scandinavie. 
En 2001, le groupe célèbre sa vingtième année d'existence lors d'un concert à Stockholm qui fait participer des membres de Bob Hund, Sator, The Flaming Sideburns, Robert Johnson, et Punchdrunks, et des membres de leur formation originale. Pendant leur concert au festival Hultsfred, le groupe joue avec Nick Royale, Chips Kiesbye, Handsome Dick Manitoba, Ross the Boss, Jello Biafra, Chris Bailey, Odd Ahlgren, et Wayne Kramer. 20 Years too Soon - A Tribute to the Nomads est publié en 2003 et fait participer des groupes comme The Hellacopters, The Dictators, The Robots, Bob Hund, et Nitwitz, jouant leur propre version de leurs morceaux préférés des Nomads. 
En 2008, The Nomads partagent la scène avec Roky Erickson au festival suédois Peace and Love. Le groupe publie un nouvel album studio, intitulé Solna, en 2012.

## Influences
Leur style musical est influencé par MC5, The Stooges, Roky Erickson, The Cramps, The Ramones, New York Dolls, et d'autres groupes de garage rock et punk rock. The Nomads est l'un des groupes les plus importants de garage rock et punk scandinaves, inspirant des groupes tels que The Hives, Hellacopters, et Gluecifer,.

## Discographie
- 1983 : Where the Wolf Bane Blooms
- 1984 : Temptation Pays Double
- 1984 : Outburst
- 1987 : Rat Fink a Boo-Boo
- 1987 : Hardware
- 1989 : All Wrecked Up
- 1991 : Sonically Speaking
- 1994 : Powerstrip
- 1994 : Showdown!
- 1995 : Flashback Number Nine
- 1996 : Made in Japan (Recorded in Sweden)
- 1996 : Raw and Rare
- 1996 : The Cold Hard Facts of Life
- 1999 : Big Sound 2000
- 2001 : Up-Tight
- 2002 : Showdown 2-The 90's
- 2006 : Nomadic Dementia
- 2012 : Solna
- 2015 : ¡Demolicion! Live at el Sol, Madrid (album live)